# Federico Moretti
Federico Moretti (* 22. Januar 1769 in Neapel; † 17. Januar 1839 in Madrid) war ein italienischer Offizier hohen Ranges in der spanischen Armee, Komponist und Gitarrist. Besondere Bedeutung fällt ihm als Autor des ersten Schulwerks für die klassische, sechssaitige Gitarre zu. 

## Militärische Laufbahn
Ähnlich wie seine Gitarre spielenden Zeitgenossen Fernando Sor oder François de Fossa schlug auch Moretti eine militärische Laufbahn ein. Er stieg bis zu einem hohen Offiziersrang auf.

## Bedeutung
Für die Etablierung der sechssaitigen, einchörig bespannten Gitarre legte Moretti mit seiner Gitarrenschule einen wesentlichen Grundstein. Der Gitarrist Fernando Sor bezeichnet Moretti als „Fackel, die die zögernden Schritte der Gitarristen erhellen soll“. Es darf angenommen werden, dass Morettis italienische Spielweise der sechssaitigen Gitarre den jüngeren Sor wesentlich in der eigenen Behandlung der Gitarre beeinflusst hat, weil das Instrument in Spanien eher als Folkloreinstrument denn als Konzertinstrument betrachtet wurde. Sor erwähnt ausdrücklich, dass er in einer Liedbegleitung Morettis die getrennte Führung von Basslinie und Harmonien bewundere. Wahrscheinlich beflügelte Morettis konzertante Behandlung der Gitarre den jüngeren Sor zu seinen eigenen Kompositionen für das Zupfinstrument.

## Kompositionen (Auswahl)
- Grand Duo (2 Gitarren)
- Doce Canciones (Gesang und Gitarre)
- Fantasía, variazioni e coda (sul tema del Rondó della Cenerentola: Non più mesta accanto al fuoco, op. 27)
- Tré Rondo per chitarra sola op. 4

## Schriften (Auswahl)
- Principios para tocar la guitarra de seis órdenes. 1799, veröffentlicht in Spanien. Ins Englische übersetzt von Arnold Merrick.